# Samuel Fenillat
 (février 2023).
Si vous disposez d'ouvrages ou d'articles de référence ou si vous connaissez des sites web de qualité traitant du thème abordé ici, merci de compléter l'article en donnant les références utiles à sa vérifiabilité et en les liant à la section « Notes et références ».
Samuel Fenillat, né le 5 novembre 1978 à Nantes, est un footballeur français, actuellement directeur du Centre de formation du FC Nantes.

## Biographie
Fils de Daniel Fenillat, ancien joueur au FC Nantes entre 1974 et 1978, il fait ses gammes en tant que milieu axial et en tant que gaucher, remportant le Mondial Minimes de Montaigu en 1993. Il connut son premier match en D1, le 3 octobre 1998 lors d'un Nantes-Olympique lyonnais (2-0) et c'est toujours contre ce même Olympique lyonnais qu'il jouera son premier match titulaire le 12 octobre 1999.
Il rentrera en coupe UEFA contre Arsenal le 9 décembre 1999 (3-3).
Mais barré par plusieurs joueurs (Nicolas Savinaud, Mehdi Leroy, Sébastien Piocelle et Mathieu Berson), il fut prêté à Créteil pour la saison 2000-2001, puis revient au FC Nantes. Il sera contraint de mettre un terme à sa carrière après avoir été déclaré inapte à la pratique du football pour des problèmes récurrents au genou gauche en 2002 et intégrera le staff de la formation du club en février 2002 au côté de Serge Le Dizet avec qui il remportera la coupe Gambardella au stade de France contre l'OGC Nice, le 11 mai 2002.
Par la suite, il fut alternativement entraîneur des moins de 19 ans, des moins de 17 ans et des moins de 15 ans de Nantes. Il sera nommé à la tête du centre de formation du FC Nantes en juin 2010.

## Carrière

### En tant que joueur
- 1997-2000 :  FC Nantes
- 2000-2001 :  US Créteil (prêt)
- 2001-2002 :  FC Nantes

### En tant qu'entraîneur
- ? :  FC Nantes (-16 ans)
- ? :  FC Nantes (adjoint -17 ans)
- ? :  FC Nantes (-19 ans)

### En tant que dirigeant
- 2010- :  FC Nantes (directeur du centre de formation)

## Palmarès
- Mondial Minimes de Montaigu
  - Vainqueur en 1993